# Gustavo Borcard
Gustavo Francisco Borcard (* 15. Mai 1988) ist ein argentinischer Straßenradrennfahrer.
Gustavo Borcard wurde 2007 Etappenzweiter beim Clásica del Oeste-Doble Bragado. Bei den beiden Eintagesrennen Doble Viale und Memorial Julio Lino Latorre belegte er jeweils den dritten Platz. Im nächsten Jahr wurde er bei der argentinischen U23-Meisterschaft Zweiter im Einzelzeitfahren und nationaler Meister im Straßenrennen. Ende des Jahres startete er bei der Straßen-Weltmeisterschaft 2008 in Varese im U23-Straßenrennen, welches er aber nicht beenden konnte.

## Erfolge
2008
- Argentinischer Meister – Straßenrennen (U23)